# Simon Dahl
Karl Johan Simon Dahl  (* 6. Februar 1975 in Skövde) ist ein schwedischer Beachvolleyballspieler.
Er wurde zwei Mal schwedischer Meister im Sand.

## Karriere
Dahl absolvierte 1997 seine ersten internationalen Turniere mit seinem langjährigen Partner Björn Berg. 1999 belegten Berg/Dahl den 41. Platz bei der Weltmeisterschaft in Marseille und den 17. Rang bei der Europameisterschaft in Palma. Im nächsten Jahr unterlagen sie in der dritten Runde der EM in Getxo den Tschechen Palinek/Lébl mit 15:17 und schieden gegen das norwegische Team Kvalheim/Maaseide aus. Das olympische Turnier in Sydney endete für die beiden Schweden nach zwei Niederlagen gegen die Brasilianer Zé Marco/Ricardo und die Spanier Bosma/Díez schon nach zwei Spielen.
2001 erreichten sie die erste Hauptrunde der WM in Klagenfurt gegen die US-Amerikaner Wong/Metzger. Einen Monat später unterlagen sie in der Verliererrunde der EM in Jesolo dem deutschen Duo Dieckmann/Slacanin in drei Sätzen. Obwohl sie 2002 es bei diversen Open-Turnieren in die Top Ten schafften, kamen sie bei der Europameisterschaft nicht über den 13. Rang. Unterschiedlich verliefen auch die wichtigsten Turniere des Jahres 2003. Im Achtelfinale der Weltmeisterschaft in Rio de Janeiro wurden Berg/Dahl erst von den späteren Finalisten Holdren/Metzger, während sie bei der EM in Alanya das Aus bereits in der Vorrunde ereilte. Erfolgreicher waren sie im folgenden Jahr in Timmendorfer Strand, als sie das Viertelfinale gegen das deutsche Duo Klemperer/Rademacher erreichten und den fünften Platz belegten. Im olympischen Turnier von Athen mussten sie sich im Achtelfinale den Silbermedaillengewinnern Bosma/Herrera geschlagen geben. Anschließend trennten sich ihre Wege.
2006 spiele Dahl mit Stefan Gunnarsson. Das neue Duo verpasste die Europameisterschaft in Den Haag und erreichte keine vorderen Platzierungen.